# Lwowiany
Lwowiany (niem. Schlegenberg) – wieś w Polsce, położona w województwie opolskim, w powiecie głubczyckim, w gminie Głubczyce.
Do 1954 w granicach Głubczyc.
W latach 1975–1998 miejscowość administracyjnie należała do ówczesnego województwa opolskiego.
Leży na terenie Nadleśnictwa Prudnik (obręb Prudnik).
| SIMC    | Nazwa                    | Rodzaj     |
| ------- | ------------------------ | ---------- |
| 0494380 | Głubczyce-Las Marysieńka | przysiółek |

## Zabytki
Do wojewódzkiego rejestru zabytków wpisany jest:
- dwór, z XVIII w.